# Tempio civico di San Sebastiano
Il Tempio Civico di San Sebastiano è un edificio sacro di Milano sito nella centrale via Torino. Fu eretto a partire dal 1576 su progetto dell'architetto Pellegrino Tibaldi (1527-1596).

## Storia

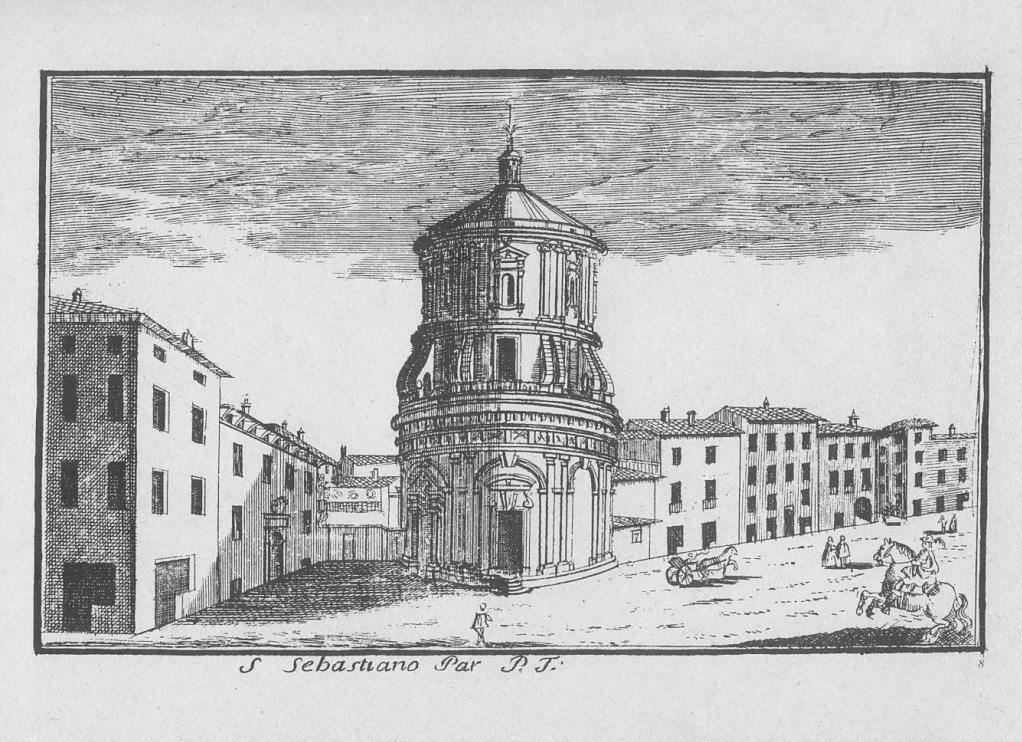
Il tempio in una stampa del 1745.

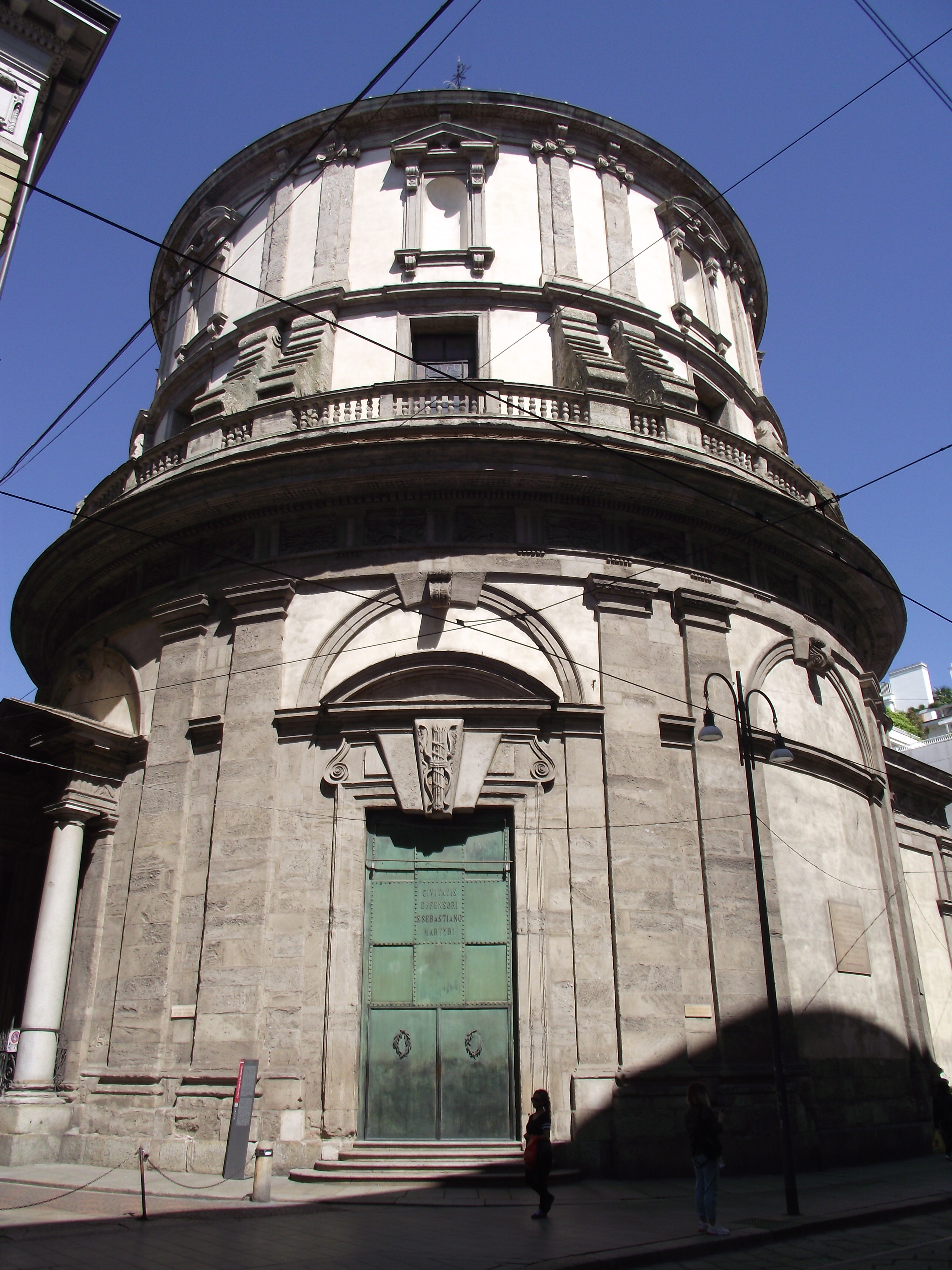
Il fronte principale.

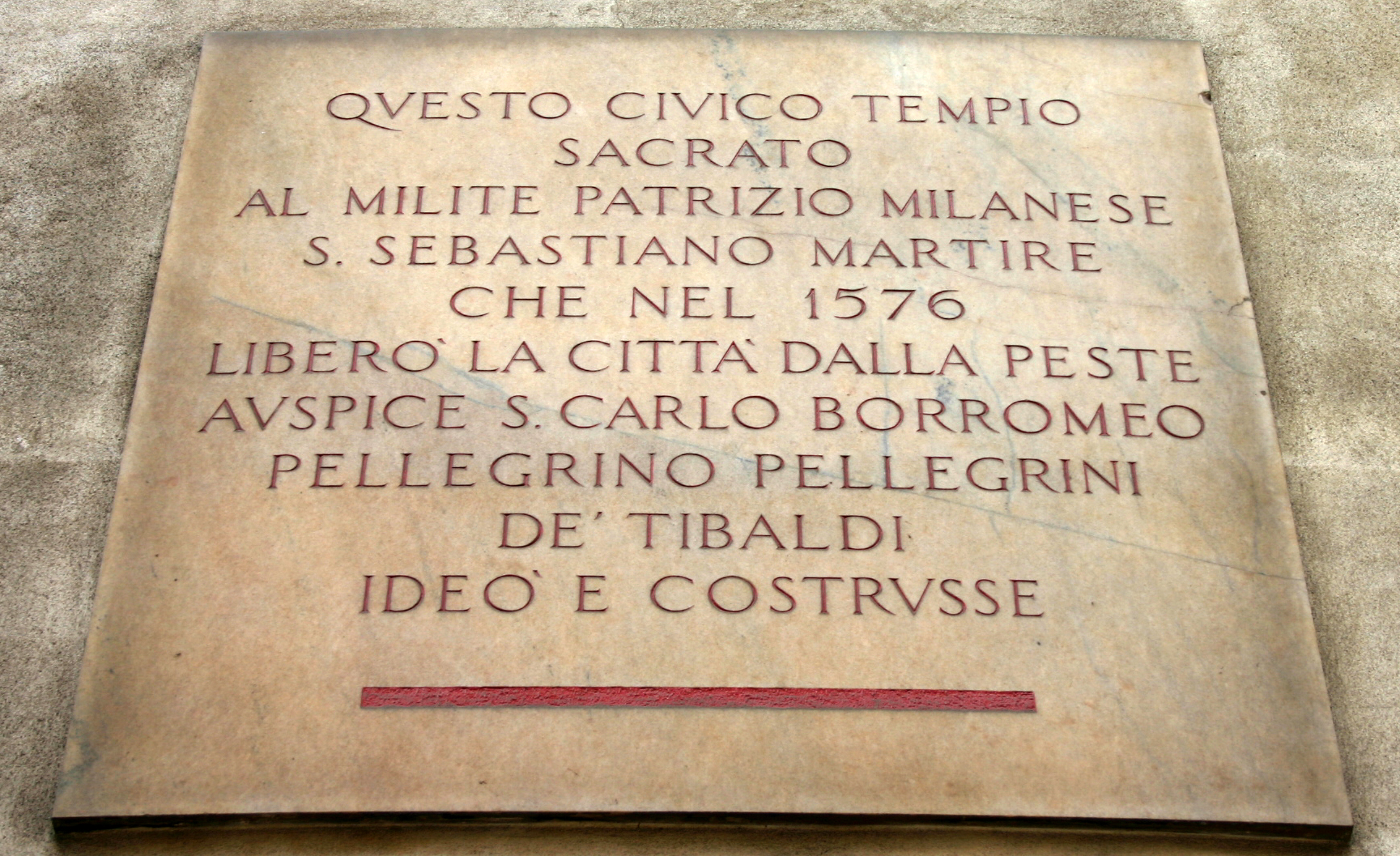
Lapide commemorativa della costruzione della chiesa

La chiesa attuale venne eretta dal governatore di Milano, Antonio de Guzmán Zúñiga y Sotomayor, marchese di Ayamonte, con richiesta alla curia milanese del 15 ottobre 1576 come atto votivo per la disastrosa peste che da poco aveva colpito la città. Il luogo prescelto ospitava già in tempi antichi una chiesa dedicata a san Tranquillino detta "alla corticella" o "alla cancelleria" per l'estrema vicinanza con l'antico palazzo imperiale romano del IV secolo. Nel 1319, quando la chiesetta passò alla famiglia Pusterla, essa ne cambiò la dedicazione in San Sebastiano abbinandovi la cosiddetta "facchinata del cavallazzo", una cerimonia rituale con la quale l'antica casata milanese portava in processione dalla chiesa al Duomo un cavallo realizzato con materiali commestibili che poi veniva distribuito alla popolazione sul piazzale.
Il Tempio civico, invece, venne realizzato dal governo milanese con l'intervento dell'arcivescovo Carlo Borromeo il quale si inserì nella costruzione dell'edificio proponendo l'affidamento del progetto al suo architetto di fiducia, Pellegrino Tibaldi, che venne incaricato della costruzione dal 1577, il quale seguì l'evolversi del cantiere sino al 1586, anno in cui venne chiamato a operare in Spagna. La posa della prima pietra avvenne il 6 settembre 1577.
Il progetto passò dunque a Giuseppe Meda che si occupò dell'area del presbiterio e diresse i lavori sino al 1599, anno in cui gli subentrò Pietro Antonio Barca, il quale fece realizzare la cupola a tamburo ancora oggi spiccatamente visibile.
L'edificio, completato nel 1616 seguitò per anni a barcamenarsi nell'amministrazione tra la curia milanese e gli uffici del governatorato, sino al 1861 quando il comune di Milano decise di affidarne la rettorìa ad una "conservatorìa" municipale che avesse essenzialmente una funzione di tutela artistica. Fu nel 1938, infine, che l'allora podestà milanese Gallarati Scotti decise di valorizzare al meglio il monumento, occupandosi personalmente di opere di isolamento esterno della chiesa, alla quale nei secoli erano state addossate case civili estranee al progetto originario, oltre a un restauro globale della chiesa.
Gli ultimi interventi all'interno della struttura si compirono nel 1970 quando sotto la cappella della pietà (realizzata nel 1862) venne posto un sarcofago contenente la salma dell'"internato ignoto" ovvero di una persona sconosciuta internata e deceduta in un campo di concentramento per commemorare perennemente la fine della seconda guerra mondiale. Venne apposta per l'occasione anche una targa a spiegazione del monumento.

## Descrizione

### Architettura

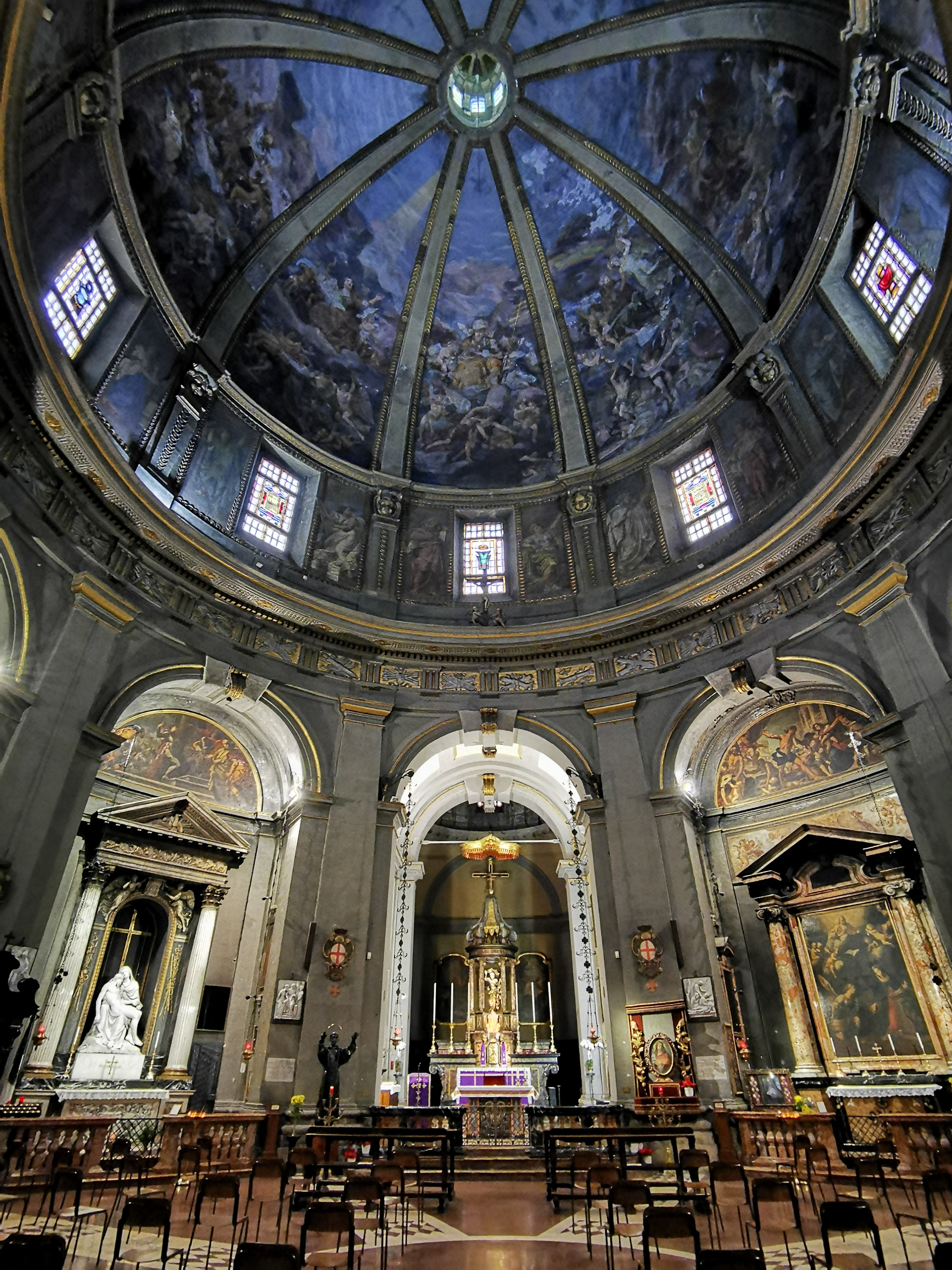
Tempio civico di San Sebastiano, visione dell'interno con le cappelle e l'altare maggiore del Mangone

Il progetto innovativo curato dal Tibaldi per realizzare il Tempio civico di San Sebastiano era strutturato tenendo conto di alcune problematiche esistenziali del complesso architettonico, ovvero il ridotto spazio disponibile nell'area da edificare, nonché gli scarsi fondi messi a disposizione per l'opera. Il progetto presentato infine fu una struttura perfettamente cilindrica come si era soliti fare nelle chiese paleocristiane e come già si riscontrava in alcune parti della Basilica di San Lorenzo a Milano. La nuova struttura riprendeva anche il progetto del Pantheon di Roma, rimarcandone quindi la funzione anche civica e con la possibilità di costruire delle cappelle poste a circolo rispetto al centro.

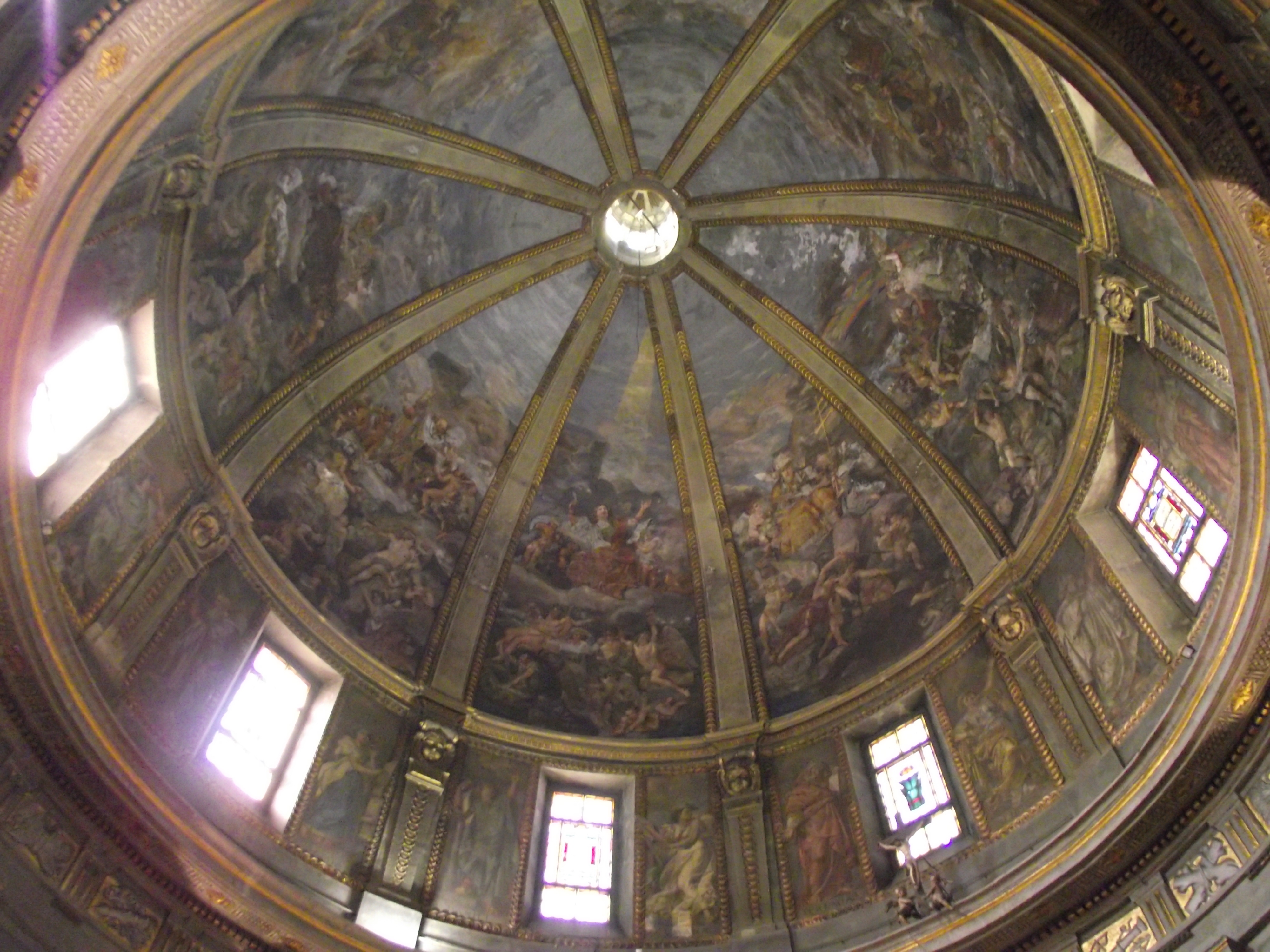
La cupola con gli affreschi di Agostino Comerio, poi terminati da Lazzaro Pasini.

L'esterno della struttura accoglie otto coppie di lesene doriche che racchiudono degli archi in corrispondenza delle cappelle interne, area che sappiamo essere già stata completata all'epoca della partenza del Tibaldi per la Spagna (1586). Le lesene del tamburo superiore sono di ordine jonico. I suoi successori (Meda prima e Barca poi), portarono a compimento la cappella maggiore con alcuni ampliamenti e soprattutto la cupola che, rispetto al progetto originario che la voleva solo di poco sporgente dalla struttura (in ricordo di quella del Pantheon), venne realizzata ampiamente aggettante e completa anche di tiburio. Nel 1616 il progetto passò in ultime mani a Fabio Mangone il quale completò il nuovo presbiterio che venne aggiunto alla cappella maggiore, alterando però così di fatto il progetto perfettamente cilindrico studiato dal Tibaldi oltre quarant'anni prima.

Panoramica dell'interno

### Organo a canne
Nel Tempio civico si trova un organo a canne costruito nel 1928 dalla ditta Balbiani-Vegezzi Bossi; esso è collocato entro due ricche casse intagliate poste su due cantorie gemelle situate sotto i due archi alla destra e alla sinistra del portale d'ingresso. A trasmissione elettrica, ha due tastiere di 61 note ciascuna e una pedaliera di 32.

## Opere custodite all'interno del Tempio
- San Sebastiano (dipinto a olio; ignoto, XVII sec.)
- La Pietà (statua in marmo; Benedetto Cacciatori, 1887)
- San Francesco (statua in bronzo; Domenico Trentacoste, 1928)
- Deposizione di Cristo (dipinto a olio; Lazzaro Pasini, 1933)
- Crocifisso (cesello di M. Restelli, 1932)
- Annunciata (dipinto a olio; A. Moncalvo, 1650)
- Sant'Eligio (dipinto a olio; Andrea Lanzani, 1724)
- Via crucis (serie di bassorilievi in marmo; F. Lombardi, 1933)
- Vetrate artistiche (serie di vetrate; Pietro Marussig, 1930)

## Tempio civico o edificio religioso?
La chiesa ha da sempre uno status fondamentalmente ambiguo, civile e religioso, in quanto sin dall'atto della sua costruzione esso si rivelò frutto di un lavoro a quattro mani. Nel documento datato 15 ottobre 1576 col quale il governatore di Milano diede il via all'idea della costruzione della cappella, si cita infatti la richiesta di autorizzazione al vicario di provvisione Giovanni Battista Capra il quale comunicò subito la notizia all'arcivescovo per autorizzarne la costruzione.
Carlo Borromeo, contemporaneamente impegnato nelle vicende del Concilio di Trento, colse subito l'occasione del progetto del tempio per impedire, in pieno spirito controriformista, che si potesse costruire un luogo di culto "cittadino" che avesse come richiamo formale tra l'altro quello dei templi pagani. Il Borromeo invocò dapprima una richiesta e poi una pretesa da parte della curia milanese rifacendosi alle norme all'epoca da poco approvate che regolavano i rapporti tra la chiesa e lo Stato milanese, giungendo quindi a un accordo: il progetto della chiesa sarebbe stato gestito dal comune e dalla chiesa, e anche la nomina del cappellano civico predisposto all'officiatura dei riti doveva essere proposta dal comune di Milano ma ratificata dall'arcivescovo.
All'interno della struttura, ad ogni modo, non mancano i richiami evidenti alla città di Milano come ad esempio la presenza dei blasoni dei sei sestieri in cui era suddivisa la municipalità (detti familiarmente "porte") che qui si riunivano in occasione di feste patronali legate alla città e in rapporto con le loro specifiche aree di pertinenza.

Oggi il Tempio Civico di San Sebastiano è di proprietà del Comune di Milano, ma la gestione è affidata, tramite convenzione, alla Curia Arcivescovile, che nomina un Rettore con il benestare dell’amministrazione comunale. La convenzioni è onerosa nel il comune che si carico di tutte le spese.
| Sestiere di Porta Romana | Sestiere di Porta Ticinese | Sestiere di Porta Orientale | Città di Milano | ALTARE MAGGIORE | Città di Milano | Sestiere di Porta Vercellina | Sestiere di Porta Comasina | Sestiere di Porta Nuova |